# Club Deportivo Ourense
El  Club Deportivo Ourense  fou un club de futbol de la ciutat d'Ourense a Galícia.
Nasqué el 10 de setembre de 1952, essent hereu de l'antiga Unión Deportiva Orensana, desapareguda aquell mateix any. El seu debut a Segona Divisió fou la temporada 1959-60. Fins a l'any 2014, any de la seva desaparició, ha disputat un total de 13 temporades a segona categoria. Un nou club anomenat Unión Deportiva Ourense fou fundat a la ciutat.

## Palmarès
- 2 Copes Federació Espanyola de Fútbol (Copa RFEF): 2008, 2014